# Schlagenthin
Schlagenthin is een plaats en voormalige gemeente in de Duitse deelstaat Saksen-Anhalt, en maakt deel uit van de Landkreis Jerichower Land.
Schlagenthin telt 832 inwoners.